# Théâtre des Variétés

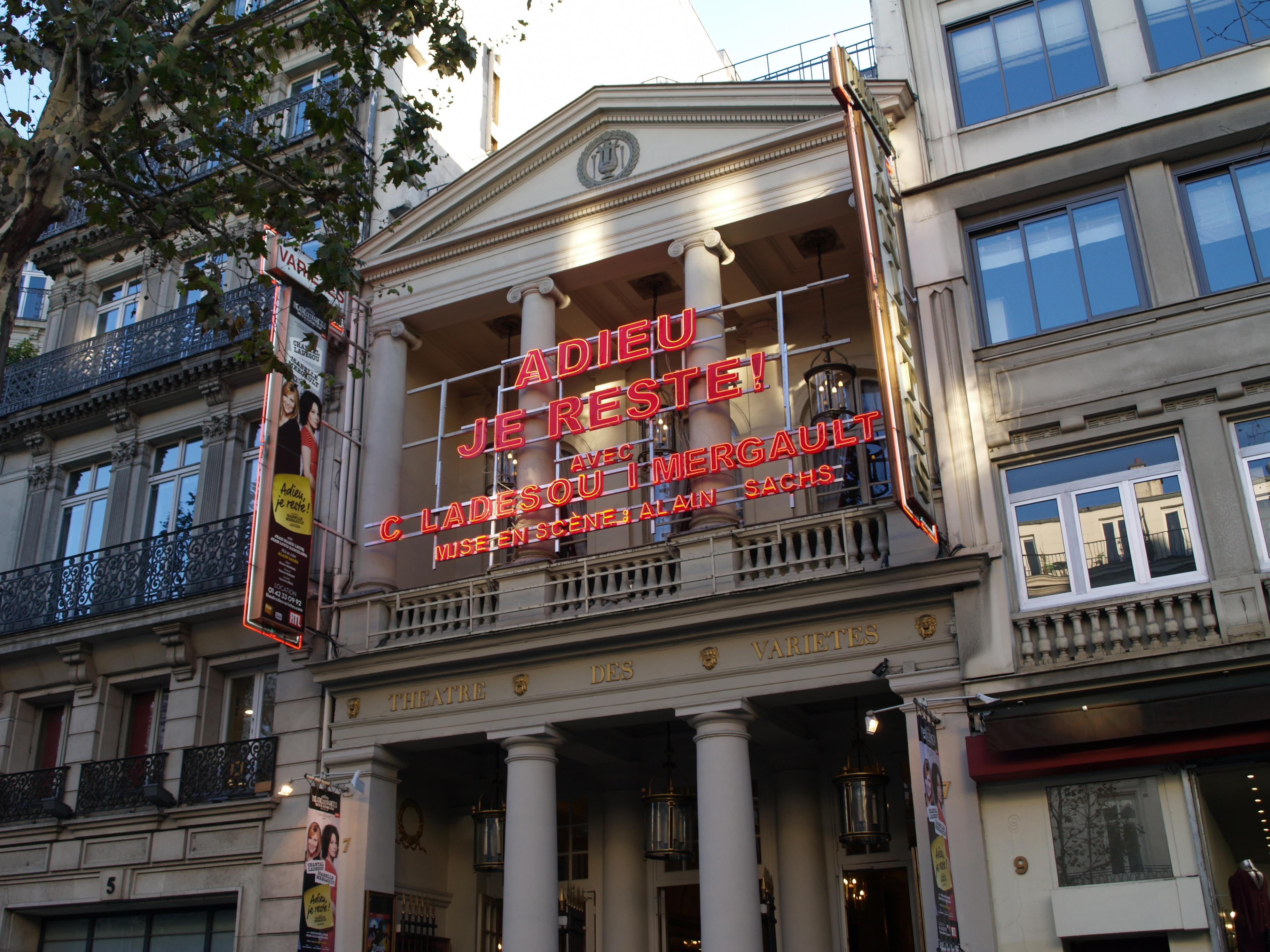
Fasada teatru Variétés

Théâtre des Variétés – sala teatralna na boulevard Montmartre 7 w 2 dzielnicy Paryża. Otwarty w 1807 roku, jest jednym z najstarszych, wciąż działających teatrów paryskich. W 1974 roku został uznany za zabytek.

## Historia powstania teatru
Théâtre des Variétés zawdzięcza swe powstanie Marguerite Brunet, zwanej panną Montansier, od 1777 roku właścicielki teatru Montansier w Wersalu. Podczas rewolucji przeniosła się do Paryża i w 1790 roku wzięła w posiadanie théâtre des Beaujolais, pod arkadami du Palais-Royal. Przemianowała go na « Variété-Montansier », a później po prostu na « Variétés ». Źle widziana za konsulatu, została wtrącona do więzienia za długi w 1803 roku. Dekret z 1 stycznia 1807 roku nakazał usunięcie jej zespołu, którego sukcesy szkodziły ekipie sąsiedniego Théâtre-Français.
Po spotkaniu z Napoleonem 77-letnia panna Montansier została otoczona opieką i protekcją cesarza. Na czele stowarzyszenia Pięciu rozpoczęła wówczas budowę nowej sali teatralnej na paryskich bulwarach, blisko pasażu des Panoramas. Budynek został wzniesiony przez architektów Jacques’a Celleriera i Jean-Antoine’a Alavoine’a. Rozpoczął swą działalność 24 czerwca 1807 roku wodewilem Marc-Antoine-Madeleine Désaugiersa Le Panorama de Momus.

## Głośniejsze premiery
- 1836: Kean, ou Désordre et Génie, komedia Alexandre’a Dumasa
- 1839: Les Trois Bals, wodewil Jean-François-Alfreda Bayarda
- 1864: La Belle Hélène, operetka Jacques’a Offenbacha, do libretta Meilhaca i Halévy’ego
- 1866: Barbe-Bleue, operetka Jacques’a Offenbacha, do libretta Meilhaca i Halévy’ego
- 1867: La Grande-duchesse de Gérolstein, operetka Jacques’a Offenbacha, do libretta Meilhaca i Halévy’ego
- 1868: La Périchole, operetka Jacques’a Offenbacha, do libretta Meilhaca i Halévy’ego
- 1869: Les Brigands, operetka Jacques’a Offenbacha, do libretta Meilhaca i Halévy’ego